# الفدارف
الفدارف (به آلمانی: Alfdorf) یک شهرداری در آلمان است که در بادن-وورتمبرگ واقع شده‌است.

## خصوصیات
الفدارف ۶۸٫۵۲ کیلومترمربع مساحت دارد ۴۸۷ متر بالاتر از سطح دریا واقع شده‌است.

## خواهرخوانده
شهر Hosszúhetény خواهرخواندهٔ الفدارف هست.